# 10000 Flies
10000 Flies ist ein Onlinedienst, der als Aggregator arbeitet. Er veröffentlicht tägliche Ranglisten („Charts“) der Beiträge, die die meisten Likes, Shares, Klicks und Kommentare bei sozialen Netzwerken oder Verlinkungen innerhalb von Twitter-Nachrichten bekommen haben. 10000 Flies ist ein Projekt der active value GmbH und Jens Schröder. Der Name „10000 Flies“ spielt ironisch auf den Aspekt Popularität an: „viel Aufmerksamkeit, viele ‚Fliegen‘ (englisch flies), die um einen Haufen kreisen“.

## Geschichte
Der Journalist, Autor (Meedia, ZDF-Blog Hyperland) und Daten-Analyst Jens Schröder, der lange Zeit auch die Deutschen Blogcharts betreute, gründete 2011 gemeinsam mit der Düsseldorfer Agentur active value die ersten deutschen Google+-Charts. Aus dieser Zusammenarbeit entstand im Januar 2013 10000 Flies. Zu ihrem Start wurden die 10000 Flies Charts als Rivva-Alternative gehandelt.
Die Betreiber planen eine kommerzielle Nutzung des Portals, beabsichtigen aber, die Ranglisten weiterhin gratis anzubieten.
Seit 20. Februar 2013 bietet 10000 Flies eine eigene Auswertung nur für Blogs an.

## Funktionsweise
Mitarbeiter von 10000 Flies recherchieren in sozialen Netzwerken und ermitteln permanent die Resonanz von Medien und Blogs. Medien werden in das System eingepflegt und deren Inhalte komplett von 10000 Flies erfasst. Zu einer von Jens Schröder erstellten Medienliste wurde eine Software programmiert, die alle Artikel speichert, die auf diesen Medienseiten veröffentlicht werden. Anhand der offiziellen API-Schnittstellen von Google, Twitter und Facebook werden die Ausführungen von Funktionen wie Likes, Shares, Kommentaren oder Tweets gezählt. Die nachts erstellten Ranglisten stehen morgens um 9 Uhr zur Verfügung und werden als Liste mit den 50 in den Netzwerken meist erwähnten Artikeln veröffentlicht. Nach eigenen Aussagen der Betreiber würde sich die Anzahl der Quellen sich im vierstelligen Bereich bewegen. Sämtliche deutschsprachige Inhalte kämen in die Wertung: Texte, Videos und Audios. Jede Reaktion in den sozialen Netzwerken wird gleich stark bewertet. Die Gesamtzahl aller Likes, Tweets und Kommentare wird „Flies“ genannt. 10000 Flies betreibt ein Blog mit regelmäßigen aktuellen Analysen und Hintergrundinformationen. Weiterhin werden zwei RSS-Feeds angeboten: einer für die Blog-Inhalte und einer, in dem täglich nach Veröffentlichung die ersten 10 der 10000-Flies Rangliste gelistet sind. Nach Aussage der Betreiber soll 10000 Flies kein einfacher Nachrichten-Aggregator sein, sondern auch Rankings, Analysen, Reports und ein Archiv haben.

## Kritik
Der selbst erhobene Qualitätsanspruch wird von verschiedenen Agenturen bezweifelt, da Quellen wie der Springer-Verlag dominant seien.